# Ogata Satoru
Satoru Ogata (sinh ngày 5 tháng 4 năm 1974) là một cầu thủ bóng đá người Nhật Bản.

## Sự nghiệp câu lạc bộ
Satoru Ogata đã từng chơi cho Yokohama Flügels.